# Blousson-Sérian
Blousson-Sérian é uma comuna francesa na região administrativa de Occitânia, no departamento de Gers. Estende-se por uma área de 5,27 km². Em 2010 a comuna tinha 43 habitantes (densidade: 8,2 hab./km²).